# クリンク自動気象観測所
クリンク自動気象観測所（クリンクじどうきしょうかんそくじょ、英語: Klinck Automatic Weather Station）とは、デンマーク王国領のグリーンランドにある北東グリーンランド国立公園内にかつて設置されていた無人の気象観測所である。1991年に、北半球の観測史上最低気温である-69.6℃を記録した。

## 設置
クリンク自動気象観測所は、グリーンランド氷床計画の一環として、氷床コアを掘削する場所の気象データをリアルタイムに得るために、デンマーク王国領のグリーンランドにある北東グリーンランド国立公園内、グリーンランド氷床の頂上付近の北緯72度18分、西経40度28分、標高3216メートルの地点に1990年6月に設置されたものである。同時期にグリーンランド氷床計画のために近隣に設置された他の気象観測所として、ケントン自動気象観測所(Kenton Automatic Weather Station)、バーバー自動気象観測所(Barber Automatic Weather Station)、ジュリー自動気象観測所(Julie Automatic Weather Station)、マット自動気象観測所(Matt Automatic Weather Station)、GISP2自動気象観測所(GISP2 Automatic Weather Station)がある。クリンク自動気象観測所の名は、1990年代に近隣のサミットキャンプにて管理職を務めていたジェイ・クリンクに由来する。
クリンク自動気象観測所においては、気温のみが観測されていた。雪上に高さ3.5メートルの棒を埋め込み、その頂上に長さ1mの棒を地面と水平になるように接合して、そこに温度計が取り付けられた。本基地での観測は1994年6月まで実施された。

## 最低気温
クリンク自動気象観測所において、1991年12月22日に、-69.6℃の最低気温が観測された。この記録は2020年になって世界気象機関の極値評価委員会によって発見され、同年に1892年と1933年にロシアのベルホヤンスクとオイミャコンでそれぞれ観測された-67.8℃に代わって北半球の観測史上最低気温として認定された。なお、これは西半球並びにヨーロッパでの観測史上最低気温記録でもある。